# Seznam sakrálních staveb v okrese Turčianske Teplice
Toto je seznam sakrálních staveb v okrese Turčianske Teplice:
| Sídlo              | Stavba                    | Typ stavby | Denominace             | Převažující sloh   | Poznámky | Obrázek |
| Abramová           | sv. Kosma a Damiána       | kostel     | římskokatolická církev | raná gotika        | Původní kostel byl přestavěn v 17. století do dnešní podoby.                                                                                        |         |
| Blažovce           | bezejmenný                | dům        | římskokatolická církev | moderna            | Rodinný dům byl přebudován na bohoslužebný prostor.                                                                                                 |         |
| Dubové             | sv. Cyrila a Metoděje     | kostel     | římskokatolická církev | moderna            | Práci na kostele byly ukončeny v roce 1992. |         |
| Háj                | evangelický kostel        | kostel     | evangelická církev     | klasicismus        | Práce na kostele byly dokončeny v roce 1820. |         |
| Háj                | sv. Josefa                | kostel     | římskokatolická církev | baroko-klasicismus | Kostel byl postaven v roce 1764. |         |
| Horná Štubňa       | sv. Jana Nepomuckého      | kaple      | římskokatolická církev | renesance          | Kaple byla postavena v roce 1814. |         |
| Horná Štubňa       | sv. Vendelína             | kaple      | římskokatolická církev | renesance          | Kaple byla postavena v roce 1894. |         |
| Horná Štubňa       | sv. Anny                  | kostel     | římskokatolická církev | renesance          | Kostel byl postaven roku 1650 na místě staršího dřevěného kostela z roku 1620.                                                                      |         |
| Ivančiná           | evangelický kostel        | kostel     | evangelická církev     | moderna            | Kostel byl postaven mezi lety 1920–1930. Projekt vypracoval B.Bulla.                                                                                |         |
| Ivančiná           | sv. Jana Křtitele         | kostel     | římskokatolická církev | raná gotika        | Kostel pochází z 14. století, roku 1430 byl přestavěn a v 17. století byla k němu přistavěna věž.                                                   |         |
| Jazernica          | sv. Barbory               | kostel     | římskokatolická církev | gotika             | Kostel byl postaven na začátku 15. století. |         |
| Mošovce            | evangelický kostel        | kostel     | evangelická církev     | klasicismus        | Byl postaven v letech 1864–1871 po dosáhnutí náboženské rovnoprávnosti u Uhersku, které umožnilo i evangelickým věřícím postavit si vlastní kostel. |         |
| Mošovce            | kaple                     | kaple      | římskokatolická církev | neogotika          | Kapli nechali v roce 1911 postavit Révaiové. |         |
| Mošovce            | sv. Kříže                 | kaple      | římskokatolická církev | -                  | Kaple pochází z roku 1861. |         |
| Mošovce            | Nejsvětější Trojice       | kostel     | římskokatolická církev | neogotika          | Na místě původního kostela z přelomu 13. a 14. století vyrostl stávající kostel.                                                                    |         |
| Sklené             | Panny Marie Sedmibolestné | kaple      | římskokatolická        | moderna            | Kaple byla postavena roku 1905. |         |
| Sklené             | Narození Panny Marie      | kostel     | římskokatolická církev | -                  | Kostel byl postavený v roce 1627. |         |
| Slovenské Pravno   | Všech svatých             | kostel     | římskokatolická církev | gotika             | Kostel byl postavený ve 13. století a přestavěn roku 1789.                                                                                          |         |
| Turčiansky Michal  | sv. Michaela archanděla   | kostel     | římskokatolická církev | baroko             | Stavba pochází z roku 1264. |         |
| Turčianske Teplice | Božského Srdce Ježíšova   | kaple      | římskokatolická církev | moderna            | Tato stavba je poměrně mladá, pochází z roku 1997.                                                                                                  |         |
| Turčianske Teplice | sv. Jana Nepomuckého      | kostel     | římskokatolická církev | gotika             | Kostel byl postaven v roce 1762. |         |